# Buddy Lester
William „Buddy“ Lester, gebürtig Albert Goldberg (* 16. Januar 1915 oder 1916 oder 1917 in Chicago, Illinois; † 4. Oktober 2002 in Los Angeles, Kalifornien) war ein US-amerikanischer Schauspieler und Komiker.

## Leben
William Lester wurde unterschiedlichen Angaben zufolge entweder 1915 oder 1916 oder 1917 als Albert Goldberg in Chicago geboren. Er war der Sohn des Komikers und Journalisten James Goldberg. Seine Mutter starb, als er sechs Jahre alt war. Mit seinem älteren Bruder, dem späteren Komiker Jerry Lester, trat er bereits im Alter von sieben Jahren in Varieté-Shows auf. Während des Zweiten Weltkrieges diente er bei der United States Navy. Später trat er erneut in Nachtclubs auf und wurde als Komiker häufiger als Vorakt von Frank Sinatra gebucht. Damit kam er mit dem Rat Pack in Berührung und spielte später an der Seite von Sinatra, Dean Martin und Sammy Davis junior in den beiden Filmen Frankie und seine Spießgesellen und Die siegreichen Drei mit. Später trat er in mehreren Filmen an der Seite von Jerry Lewis auf, darunter Der verrückte Professor, Die Heulboje und Alles in Handarbeit.
Lester hatte eine größere Narbe unter seiner Lippe, die so markant war, dass er deswegen häufig für Schurken besetzt wurde. Er hatte unterschiedliche Geschichten darüber, wie er sich diese Narbe zugezogen habe. So erzählte er, er habe sie seit einer Explosion auf Guadalcanal. Eine andere Version war, dass er sich die Narbe bei einem Fechtduell mit einem deutschen Studenten in Heidelberg zugezogen habe. Erst in einem Interview 1961 mit dem Los Angeles Mirror klärte er das Rätsel auf. Als Dreijähriger sei er auf ein zerbrochenes Wasserglas gefallen.
Am 4. Oktober 2002 verstarb Lester an den Folgen seiner Krebserkrankung in einem Pflegeheim in Van Nuys. Er hinterließ zwei Kinder, vier Enkel und drei Urenkel.

## Filmografie (Auswahl)

### Film
- 1960: Frankie und seine Spießgesellen (Ocean’s Eleven)
- 1961: Ich bin noch zu haben (The Ladies Man)
- 1962: Die siegreichen Drei (Sergeants 3)
- 1963: Der verrückte Professor (The Nutty Professor)
- 1964: Die Heulboje (The Patsy)
- 1966: Drei auf einer Couch (Three on a Couch)
- 1967: Ein Froschmann an der Angel (The Big Mouth)
- 1968: Der Partyschreck (The Party)
- 1980: Alles in Handarbeit (Hardly Working)
- 1983: Immer auf die Kleinen (Smorgasbord)

### Serie
- 1967–1969: Polizeibericht (Dragnet 1967, vier Folgen)
- 1968–1971: Süß, aber ein bißchen verrückt (That Girl, vier Folgen)
- 1969–1970: Das ist meine Welt (My World and Welcome to It, vier Folgen)
- 1974–1977: Barney Miller (vier Folgen)
- 1975–1976: Starsky & Hutch (Starsky and Hutch, zwei Folgen)